# حقبة الحرب الأهلية في النرويج
بدأت حقبة الحرب الأهلية في النرويج (بالنرويجية: borgerkrigstida) في عام 1130 وانتهت في عام 1240. خلال هذا الوقت في التاريخ النرويجي، شن نحو عشرين من الملوك المتنافسين والمتظاهرين حروبًا للظفر بالعرش.
في غياب القوانين الرسمية التي تحكم ادعاءات الحكم، تقدم الرجال ذوو النسب المناسب والذين أرادوا أن يصبحوا الملك ودخلوا في اتفاقيات سلمية، حتى وإن كانت مشحونة، للسماح لرجل واحد أن يكون ملكًا، أو وضع خطوط خلافة مؤقتة، أو التناوب على الحكم، أو تقاسم السلطة في آن واحد (لم يكن تعاقب الأمهات كملكات تقليدًا في هذه الحقبة). في عام 1130، مع وفاة الملك سيغورد الصليبي، خرق أخوه غير الشقيق المحتمل، هارالد جيلكرست، اتفاقًا عقده هو وسيغورد لتمرير العرش إلى نجل سيغورد الوحيد، اللقيط ماغنوس. بعد أن كانا على علاقة سيئة بالفعل قبلما توفي سيغورد، شن الرجلان والفصائل الموالية لهما حربًا ضد بعضهما.
في العقود الأولى من الحروب الأهلية، تحولت التحالفات وتركزت على شخص الملك أو المتظاهر. على الرغم من ذلك، في نهاية القرن الثاني عشر، ظهر حزبان متنافسان، حزب بيركباينر وحزب باغلر. خلال تنافسهما على السلطة، احتفظ البعد الشرعي بسلطته الرمزية، لكنه تعدل لاستيعاب اختيار الأحزاب البراغماتي للقادة الفعالين لتحقيق تطلعاتهم السياسية. عندما تصالحوا في عام 1217، حرر نظام حكومي أكثر تنظيمًا وتقنينًا النرويج بشكل تدريجي من الحروب من أجل الإطاحة بالملك الشرعي. في عام 1239، أصبح الدوق سكولي باردسون ثالث متظاهر يشن الحرب ضد الملك هاكون الرابع، لكنه هُزم عام 1240، مما أسفر عن نهاية لأكثر من 100 عام من الحروب الأهلية.

## أحداث عصر الحرب الأهلية

### خلفية
يعتبر توحيد النرويج في مملكة واحدة تقليديًا أنه تحقق من قبل الملك هارالد ذو الشعر الفاتح في معركة هافسفيورد في عام 872، لكن عملية التوحيد استغرقت وقتًا طويلًا لإكمالها وترسيخها. بحلول منتصف القرن الحادي عشر، بدا أن العملية قد اكتملت. مع ذلك، لم يكن من غير المألوف أن يشارك العديد من الحكام الملكية. يبدو أن هذه كانت الطريقة الشائعة لحل النزاعات في الحالات التي وجد فيها مرشحان جديران أو أكثر للعرش. كانت العلاقة بين هؤلاء الحكام المشاركين متوترة في كثير من الأحيان، ولكن الصراع المفتوح كان متجنبًا بشكل عام. لم توجد قوانين خلافة واضحة. كان المعيار الرئيسي لاعتبار أحد مرشحًا جديرًا بالعرش هو أن يكون من سلالة هارالد ذو الشعر الفاتح من خلال خط النسب الذكوري - لم تمثل الولادة الشرعية أو غير الشرعية مشكلة.
شارك الملك سيغورد الصليبي المملكة مع إخوته، الملك آيستن والملك أولاف، ولكن عندما ماتا بدون ذرية، أصبح سيغورد الحاكم الوحيد، وابنه ماغنوس ولي العهد. مع ذلك، في أواخر العشرينيات من القرن الحادي عشر، وصل رجل يُدعى هارالد جيل إلى النرويج من أيرلندا، مدعيًا أنه ابن والد الملك سيغورد، الملك ماغنوس حافي القدمين. قضى الملك ماغنوس بعض الوقت يقوم بحملات في أيرلندا، وعليه فإن هارالد هو الأخ غير الشقيق للملك سيغورد. أثبت هارالد قضيته من خلال محاكمة عن طريق التعذيب بالنار، التي كانت الطريقة الشائعة لتسوية مثل هذه الادعاءات في ذلك الوقت، وانتهي الأمر بأن اعترف به الملك سيغورد كأخيه. مع ذلك، كان على هارالد أن يقسم اليمين بأنه لن يطالب بلقب الملك طالما كان سيغورد أو ابنه على قيد الحياة.

### خلافة سيغورد الصليبي
عندما توفي سيغورد في عام 1130، كسر هارالد قسمه. أُعلِن ماغنوس نجل سيغورد ملكًا، لكن هارالد طالب أيضًا باللقب الملكي، وحصل على الكثير من الدعم. توصلا إلى تسوية حيث يكون ماغنوس وهارالد كلاهما ملك وحاكمان مشاركان. استمر السلام بينهما حتى عام 1134، عندما اندلعت حرب مفتوحة. في عام 1135، نجح هارالد في هزيمة ماغنوس في برغن. جُعِل ماغنوس أعمى، ومخصيًا، ومشوهًا، وسُجِن أخيرًا في دير. عُرف بعد ذلك باسم ماغنوس الأعمى. في نفس الوقت تقريبًا، وصل سيغورد سليمبي، رجل آخر من أيسلندا، مدعيًا أنه ابن ماغنوس حافي القدمين. ادعى أنه تلقى محاكمة بالتعذيب بالنار في الدنمارك لإثبات ادعائه، لكن لم يتعرف هارالد به كأخ غير شقيق. في عام 1136، قتل سيغورد هارالد في نومه في برغن، وأعلن نفسه ملكًا. لم يقبله أنصار هارالد، وأسميا ابنا هارالد الرضع، سيغورد مون وإنجي كروتشباك، الملك. حرر سيغورد سليمبي ماغنوس الأعمى من حياته الرهبانية القسرية وتحالف معه. كانت هناك حرب بين سيغورد سليمبي وماغنوس في جهة، وأنصار هارالد القدامى مع أبنائه الصغار في الجهة الأخرى، وقد استمرت حتى عام 1139، عندما هُزِم سيغورد وماغنوس في معركة هولمينغرا التي حدثت بالقرب من فالير. قُتِل ماغنوس في المعركة، وقُبِض على سيغورد وعُذِّب حتى الموت.

### أبناء هارالد جيل
عمل تقاسم السلطة بين سيغورد مون وإنجي كروتشباك بشكل جيد طالما كانا قاصرين. في 1142، ولمرة أخرى، وصل ابن ملك إلى النرويج من غرب بحر الشمال. هذه المرة كان آيستن هارلدسون، ابن هارالد جيل. طالب آيستن بجزء من ميراث والده، ومُنِحَ لقب الملك، مع ثلث من المملكة. حكم الإخوة الثلاثة معًا، بسلام على ما يبدو، حتى عام 1155. وفقًا للملاحم، وضع سيغورد مون وآيستن خططًا للتخلص من شقيقهما إنجي وتقسيم حصته من المملكة بينهما. بناء على إلحاح من والدته إنجريد راجنفالدسدوتر، وكذلك الليندمان جريجوريوس داجسون، قرر إنجي أن يضرب أولًا، في اجتماع بين الملوك الثلاثة في برغن. تعرض سيغورد مون للهجوم وقُتِل من قبل رجال إنجي قبل أن يتمكن آيستن من الوصول إلى المدينة. تبع ذلك أن توصل إنجي وآيستن إلى تسوية هشة، لكن الظروف بينهما سرعان ما تدهورت إلى حرب مفتوحة، وانتهت بأسر آيستن وقتله في بوهوسلان في عام 1157. سواء كان إنجي هو من أمر بنفسه أو لم يأمر بقتل شقيقه، فيبدو أن عملية القتل تلك كانت محل نزاع في ذلك الوقت. لم يكن أتباع إخوة إنجي الميتين، آيستن وسيغورد مون، يميلون إلى الخضوع إلى إنجي، بدلًا من ذلك، اختاروا متظاهرًا جديدًا (كونجسمني)، الذي كان ابن سيغورد مون، هاكون عريض المنكبين. يُنظر إلى هذا التطور على أنه العلامة الأولى لمرحلة جديدة في الحروب الأهلية: لم تعد الأطراف المتحاربة تنتشر ببساطة حول ملك أو متظاهر، ولكنها بقيت معًا بعد سقوط زعيمها وانتخبت واجهة جديدة، مما بشر بتشكيل فصائل متحاربة أكثر تنظيمًا. لم يكن بإمكان هاكون أن يكون أكثر من واجهة آنذاك، حيث كان عمره وقتها عشر سنوات فقط. على الرغم من ذلك، قام أتباعه بتسميته الملك واستمروا في القتال ضد إنجي. في عام 1161، نجحوا في قتل إنجي في معركة أوسلو.